# Dorcadion kurucanum
Dorcadion kurucanum là một loài bọ cánh cứng trong họ Cerambycidae.